# 내진설계
내진설계는 건물이 지진에 무너지는 것을 막기 위해 지진을 견딜 수 있도록 건축물을 설계하는 것이다.
구조를 튼튼하게 설계하며, 철근을 추가하기도 한다. 이 방식은 단순하게 건물의 내구력을 높인 것으로 지진발생시 대부분 진동은 그대로 내부에 전달되어 가스관 파열 등 2차 피해에는 취약하다.
지진은 상하진동이 아닌 좌우진동이기 때문에 내진설계가 보편적으로 사용되어 면진, 제진보다는 더 잘 알려져 있다.

## 같이 보기
- 비상 관리
- 지반공학